# Life Is Beautiful
「Life Is Beautiful／シーユーだけ。／Dong-Dong-Dong!!!!!!!!／ドレス／好きな人の好きな人」は、2023年2月22日にT-Palette Recordsから発売、および配信されたアップアップガールズ(2)の2枚目のEPアルバム。

## 概要
髙萩千夏、鍛治島彩、佐々木ほのか、中川千尋、森永新菜、島崎友莉亜、新倉愛海の7人体制として最後のCDとなる。
グループ名にちなんで、2月22日の“ニキの日”にリリースされた。

## 収録曲[2]
1. Life Is Beautiful

作詞：NOBE　作曲：鍛治島彩　編曲：佐々木侑太　Music produced by michitomo(GOLDTAIL)
メンバーの鍛治島彩が作曲を手掛けた曲。ライブで戦える曲を作りたいという思いで作曲された。また、自身が新型コロナウイルスに感染した際に、たくさんのエールをもらった経験から、逆境に直面した時にまた立ち上がれるようなメッセージソングであるとも語っている。[3]
振付はメンバーの髙萩千夏。
2. シーユーだけ。

作詞・作曲：ナツノコエ 編曲：TAKA
シングル「starry wink*」以来のナツノコエによる作詞作曲。
振付は槙田紗子が担当。
MV撮影地は「スタジオあさだや」及び、その付近の荒川沿いの路上である。
3. Dong-Dong-Dong!!!!!!!!

作詞・作曲：ケンカイヨシ　編曲：ケンカイヨシ / chock
2023年1月4日にZepp Hanedaで開催された「アップアップガールズ（２）あけおめ！にきちゃんフェスティバル」にて初披露。[4]
振付はメンバーの髙萩千夏。
MV撮影地は「ENTERTAINMENT DINING BAR KUJIRA」と「銕仙会能楽研修所」。
4. ドレス

作詞：きなみうみ　作曲：michitomo/きなみうみ　編曲：きなみうみ(GOLDTAIL)　Music Produced by michitomo(GOLDTAIL)
2月8日、2nd EP発売記念イベントにて初披露。[5]
振付は槙田紗子が担当。
5. 好きな人の好きな人

作詞・作曲・編曲：ヤマモトショウ
振付は槙田紗子が担当。
MVには元℃-ute 矢島舞美が先生役として出演している。撮影地は「富津竹岡学校スタジオ」。
6. Life Is Beautiful (Instrumental)
7. シーユーだけ。 (Instrumental)
8. Dong-Dong-Dong!!!!!!!! (Instrumental)
9. ドレス (Instrumental)
10. 好きな人の好きな人 (Instrumental)